# Natrotantita
|  | No s'ha de confondre amb Natrotitanita. |

La natrotantita és un mineral de la classe dels òxids, que pertany al grup de la natrotantita. El nom prové de la seva composició química: sodi (natro-) i tàntal (-tant-).

## Característiques
La natrotantita és un òxid de fórmula química Na₂Ta₄O11. Cristal·litza en el sistema monoclínic. La seva duresa a l'escala de Mohs és 7.
Segons la classificació de Nickel-Strunz, la natrotantita pertany a «04.DJ - Minerals òxids amb proporció metall:oxigen = 1:2 i similars, amb cations grans (+- mida mitja); marcs polièdrics» juntament amb els següents minerals: calciotantita i irtyshita.

## Formació i jaciments
Es troba en albites de pegmatites granítiques; envoltant cristalls de simpsonita i envoltada per alumotantita. S'ha descrit en localitats del Brasil, Rússia i Portugal. S'ha trobat associada a simpsonita, alumotantita, microlita i sosedkoïta.